# Metzlersreuth
Metzlersreuth ist ein Gemeindeteil der Stadt Gefrees im Landkreis Bayreuth (Oberfranken, Bayern). Die Gemarkung Metzlersreuth hat eine Fläche von 10,055 km². Sie ist in 1005 Flurstücke aufgeteilt, die eine durchschnittliche Flurstücksfläche von 10004,93 m² haben. In ihr liegen neben dem namensgebenden Ort die Gemeindeteile Entenmühle, Gottmannsberg, Hämmerlas, Hermersreuth, Schamlesberg und Schweinsbach.

## Geografie
Das Dorf ist von Acker- und Grünland umgeben. Im Ort fließen der  Köhlersgrundbach und der Schweinsbach zum Metzlersreuther Bach zusammen, einem linken Zufluss der Ölschnitz. Westlich von Metzlersreuth steht der Hermanns-Ahorn, der als Naturdenkmal ausgezeichnet ist. Eine Gemeindeverbindungsstraße führt an Grünstein vorbei nach Gefrees zur Staatsstraße 2180 (2,5 km nördlich) bzw. nach Hermersreuth (1,5 km südwestlich). Weitere Gemeindeverbindungsstraßen führen nach Schamlesberg (1 km nordöstlich) und nach Wülfersreuth (1,8 km südöstlich). Ein Anliegerweg führt nach Schweinsbach (1,5 km östlich).

## Geschichte
Der Ort wurde 1350 als „ze Metzelsreut“ erstmals urkundlich erwähnt.
Zur Realgemeinde Metzlersreuth gehörten Entenmühle und Schweinsbach. Gegen Ende des 18. Jahrhunderts bestand Metzlersreuth aus 35 Anwesen. Die Hochgerichtsbarkeit und die Dorf- und Gemeindeherrschaft stand dem bayreuthischen Stadtvogteiamt Gefrees zu. Grundherren waren
- das bayreuthische Kastenamt Gefrees: 3 Halbhöfe, 3 Gütlein, 1 Haus;
- das bayreuthische Amt Stein: 5 Halbhöfe, 4 Viertelhöfe, 3 Söldengüter, 1 Gütlein, 1 Haus, 3 Tropfhäuser;
- die bambergische Amtsverwaltung Grünstein: 5 Halbhöfe, 4 Sölden, 1 Gütlein, 1 Tropfhäuslein.[7]

Von 1797 bis 1810 unterstand Grünstein dem Justiz- und Kammeramt Gefrees. Infolge des Ersten Gemeindeedikts wurde 1812 der Steuerdistrikt Metzlersreuth gebildet. Zu diesem gehörten Entenmühle, Fallmeisterei, Gottmannsberg, Grünhügel, Grünstein, Kastennmühle, Langenzell, Schamlesberg, Schweinsbach und Wülfersreuth. Zugleich entstand die Ruralgemeinde Metzlersreuth, zu der Entenmühle, Gottmannsberg, Hämmerlas, Hermersreuth, Langenzell, Schamlesberg und Schweinsbach gehörten. Sie war in Verwaltung und Gerichtsbarkeit dem Landgericht Gefrees zugeordnet und in der Finanzverwaltung dem Rentamt Gefrees. 1840 wurde die Gemeinde Metzlersreuth an das Landgericht Berneck und an das Rentamt Marktschorgast überwiesen (1919 in Finanzamt Marktschorgast umbenannt). Ab 1862 gehörte Metzlersreuth zum Bezirksamt Berneck. Die Gerichtsbarkeit blieb beim Landgericht Berneck (1879 in Amtsgericht Berneck umgewandelt). 1929 wurde die Gemeinde schließlich an das Bezirksamt Münchberg (1939 in Landkreis Münchberg umbenannt) und das Finanzamt Münchberg abgegeben, 1931 auch an das Amtsgericht Münchberg. Seit 1959 ist das Amtsgericht Bayreuth zuständig. Die Gemeinde hatte 1964 eine Gebietsfläche von 10,052 km². Am 1. Juli 1972 kam Metzlersreuth an den Landkreis Bayreuth. Im Zuge der Gebietsreform in Bayern wurde Metzlersreuth am 1. Januar 1973 nach Gefrees eingemeindet.

### Baudenkmäler
- Kriegerdenkmal
- Haus Nr. 29: Zweigeschossiges Satteldachhaus
- Haus Nr. 44: Türrahmung

ehemalige Baudenkmäler
- Haus Nr. 2: Am zugehörigen Stallgebäude ein Türsturz, der am Scheitelstein mit „SW ANO 1781“ bezeichnet ist.[12]
- Haus Nr. 21: Zweigeschossiger, ehemals eingeschossiger Wohnstallbau mit Satteldach. Die Türrahmungen korbbogig, die Rahmung der Wohnungstür mit reliefierter Rankendekoration, am Scheitelstein bezeichnet „JV“ (=Johann Vogel); der Scheitelstein der Stalltür bezeichnet „1825“.[12]
- Haus Nr. 30: Wohnstallhaus
- Haus Nr. 48: Wohnstallbau mit Satteldach, vermutlich aus der ersten Hälfte des 19. Jahrhunderts, die korbbogige Haustür von Pilastern und Archivolte gerahmt, ebenso die Stalltür, Giebel aus zum Teil verschaltem Fachwerk.[12]

### Einwohnerentwicklung
Gemeinde Metzlersreuth
| Jahr      | 1812  | 1840   | 1852   | 1855   | 1861   | 1867   | 1871   | 1875   | 1880   | 1885   | 1890   | 1895   | 1900   | 1905   | 1910   | 1919   | 1925   | 1933   | 1939   | 1946   | 1950   | 1952   | 1961  | 1970   |
| Einwohner | 396   | 510    | 549    | 546    | 546    | 541    | 543    | 529    | 574    | 541    | 508    | 486    | 458    | 465    | 452    | 413    | 415    | 396    | 401    | 568    | 531    | 485    | 408   | 381    |
| Häuser    | 74    |        |        |        |        |        | 79     |        |        | 82     | 47     |        | 79     |        |        |        | 78     |        |        |        | 83     |        | 86    |        |
| Quelle    | [ 8 ] | [ 14 ] | [ 14 ] | [ 14 ] | [ 15 ] | [ 16 ] | [ 17 ] | [ 18 ] | [ 19 ] | [ 20 ] | [ 21 ] | [ 14 ] | [ 22 ] | [ 14 ] | [ 23 ] | [ 14 ] | [ 24 ] | [ 25 ] | [ 25 ] | [ 25 ] | [ 26 ] | [ 25 ] | [ 9 ] | [ 27 ] |

Ort Metzlersreuth
| Jahr      | 001799 | 001812 | 001819 | 001861 | 001871 | 001885 | 001900 | 001925 | 001950 | 001961 | 001970 | 001987 |
| Einwohner | 119    | 222    | 241 *  | 338 *  | 328    | 318    | 286    | 243    | 292    | 243    | 231    | 208    |
| Häuser    | 34     | 45     |        |        |        | 48     | 46     | 46     | 48     | 52     |        | 54     |
| Quelle    | [ 28 ] | [ 8 ]  | [ 29 ] | [ 15 ] | [ 17 ] | [ 20 ] | [ 22 ] | [ 24 ] | [ 26 ] | [ 9 ]  | [ 27 ] | [ 1 ]  |

## Religion
Metzlersreuth ist nach St. Johannes der Täufer (Gefrees) gepfarrt und seit der Reformation ist der Ort evangelisch-lutherisch geprägt.